# Álex Gallar
Alejandro Gallar Falguera, detto Álex (Terrassa, 19 marzo 1992), è un calciatore spagnolo, attaccante dell'Ibiza.